# Hoàng Phúc (diễn viên)
Hoàng Phúc, tên đầy đủ Nguyễn Hoàng Phúc (sinh ngày 1 tháng 1 năm 1967), là diễn viên Việt Nam. Anh nổi tiếng của dòng phim thị trường thập niên 1990, cùng thời Lý Hùng, Lê Tuấn Anh và Lê Công Tuấn Anh. Anh thường được chọn vào vai phản diện.

## Tiểu sử
Hoàng Phúc gắn liền với các vai phản diện, từ thời điện ảnh mì ăn liền của Việt Nam đến thời truyền hình được tư nhân hoá.
Khi điện ảnh chuyển sang cận đại anh được đạo diễn hãng Chánh Phương chú ý và giao đến 02 vai phản diện trong hai bộ phim điện ảnh: Bẫy rồng và Bụi đời chợ lớn.
Khi sự nghiệp đang trên đà phát triển, anh lui về hậu trường chăm sóc mẹ già đau yếu.  Đến năm 2015, Hoàng Phúc kết hôn với doanh nhân Nguyễn Uyên Phương. Anh cùng vợ mở công ty, sản xuất bộ phim đầu tay tên Lục Vân Tiên - Tuyệt đỉnh kungfu. Song song, anh đóng phim điện ảnh Đảo của dân ngụ cư và phim truyền hình Trận đồ bát quái.

## Phim đã tham gia
- Đạo diễn [6][7]

| Năm  | Tựa phim                         | Vai trò  | Phát hành      |
| ---- | -------------------------------- | -------- | -------------- |
| 2017 | Lục Vân Tiên - Tuyệt đỉnh kungfu | Đạo diễn | phim chiếu rạp |

- Diễn viên

| Năm  | Tựa phim                       | Vai diễn         | Đạo diễn          | Chú thích | Kênh                                      |
| ---- | ------------------------------ | ---------------- | ----------------- | --- | ----------------------------------------- |
| 1980 | Ngọn lửa thành đồng            | Lê Văn Tám       | Lê Mộng Hoàng     | Vai diễn đầu tiên của diễn viên Hoàng Phúc khi chỉ mới 13 tuổi. |                                           |
| 1989 | Tình khúc 68                   | Trung úy Ngụy    | Lê Mộng Hoàng     | Bộ phim tiếp theo ông tham gia sau khi đi bộ đội về (4 năm: 1984-1988) |                                           |
| 1990 | Về trong sương mù              |                  | Hồ Quang Minh     | |                                           |
| 1991 | Đảo hải tặc                    |                  | Hà Hữu Nghiêm     | |                                           |
| 1991 | Tây Sơn Hiệp khách             |                  | Lê Hoàng Hoa      | Phim xưa thuộc thể loại cổ trang |                                           |
| 1992 | Ta tắm ao ta                   | Khâm             | Lê Cung Bắc       | |                                           |
| 1993 | Giọt lệ chưa khô               | Bác sỹ           | Lê Cung Bắc       | |                                           |
| 1993 | Lẽ nào em không nhận ra anh    |                  |                   | Phim có sự tham gia của diễn viên Hồng Đào |                                           |
| 1994 | Phượng "Sài Gòn"               | Tâm              |                   | |                                           |
| 1994 | Lệnh truy nã                   |                  | Lê Hoàng Hoa      | |                                           |
| 1995 | Xích lô                        | Răng             | Trần Anh Hùng     | Phim chiếu rạp công chiếu tại các nước: Việt Nam, Pháp, Hongkong, Úc,.. |                                           |
| 1995 | Mãi mãi tình hồng              | Bác sỹ Phúc      | Trần Ngọc Phong   | |                                           |
| 1995 | Trận đấu cuối cùng             | Trường Phúc      |                   | |                                           |
| 1996 | Sắc màu hoa nhớ                | Hải              | Xuân Cường        | |                                           |
| 1996 | Bụi Hồng                       | Hai Quang        | Hồ Quang Minh     | Công chiếu 09.09.1996 Phim được chọn là phim Việt Nam nói tiếng nước ngoài hay nhất tại Lễ trao giải Oscar lần thứ 69, nhưng không được đề cử                                               |                                           |
| 1997 | 5 cô gái yêu đời               | Hải              | Xuân Phước        | |                                           |
| 1997 | Lấy chồng Việt Kiều            |                  | Lê Lộc            | Thuộc thể loại phim hài Đóng cặp với Y Phụng |                                           |
| 1998 | Thủ môn từ trên trời rơi xuống |                  | Bảo Quốc          | |                                           |
| 1998 | Đừng nói xa nhau               | Đông             | Xuân Phước        | |                                           |
| 1999 | Nước mắt thơ ngây              | Tường            | Xuân Cường        | |                                           |
| 1999 | Chuyện ở quê tôi               | Hai Mạnh         | Đào Bá Sơn        | |                                           |
| 2000 | Khoảng vỡ                      | Quân             | Phạm Nhuệ Giang   | Phim Hà Nội đặc sắc nhất. |                                           |
| 2002 | Chúa tàu Kim Quy               |                  | Châu Huế          | |                                           |
| 2005 | Mộng phù du                    | Trần Khanh       | Lê Hữu Lương      | Phim truyền hình dài tập phát sóng trên HTV7 | HTV                                       |
| 2006 | Nghề báo                       | Quang Sinh       | Phi Tiến Sơn      | Phim truyền hình dài tập do TFS - Hãng phim truyền hình TPHCM sản xuất Phim có sự tham gia của: Phạm Thị Hồng Ánh, Đỗ Đình Hiếu, Diễm My 6X, Đỗ Đức Thịnh, Tạ Minh Tâm, Kinh Quốc, Hòa Hiệp |                                           |
| 2008 | Nhiệm vụ đặc biệt              | Trung            | Bùi Tuấn Dũng     | Phim truyền hình dài tập do hãng phim TFS sản xuất |                                           |
| 2009 | Bẫy rồng                       | Hắc Long         | Lê Thanh Sơn      | Đề cử Cánh diều cho phim điện ảnh xuất sắc | phim chiếu rạp khởi chiếu ngày 09.12.2009 |
| 2010 | Những ông bố độc thân          | Minh Huy         | Thanh Vân         | Cánh diều vàng cho phim truyền hình xuất sắc 2010 | HTV                                       |
| 2010 | Đảo của dân ngụ cư             | Ông Chủ          | Hồng Ánh          | Đoạt giải phim xuất sắc nhất tại Liên hoan phim quốc tế Asean (AIFFA) | phim chiếu rạp                            |
| 2010 | Bụi đời Chợ Lớn                | Tài "nhớt"       | Charlie Nguyễn    | | Phim bị cấm chiếu                         |
| 2010 | Lời thề danh dự                |                  | Võ Việt Hùng      | Phim truyền hình dài tập về ngành y do FPT Media & HTV sản xuất | Phim truyền hình                          |
| 2010 | Những ông bố độc thân          |                  | Nguyễn Thanh Vân  | Phim truyền hình do M&T Pictures sản xuất, phát sóng trên HTV9 | Phim truyền hình                          |
| 2011 | Lệnh xóa sổ                    |                  | Đặng Cao Cường    | Phim truyền hình dài tập phát sóng trên kênh truyền hình HTV | Phim truyền hình                          |
| 2011 | Bóng ma học đường              | Ba của Thiên Kim | Lê Bảo Trung      | Đóng vai ba của Trương Quỳnh Anh | Phim chiếu rạp khởi chiếu ngày 26.01.2011 |
| 2012 | Cưới ngay kẻo lỡ               | Trung Hà         | Charlie Nguyễn    | | Phim chiếu rạp khởi chiếu ngày 20.04.2012 |
| 2012 | Ám ảnh                         |                  |                   | Phim truyền hình dài tập phát sóng trên kênh truyền hình HTV. | Phim truyền hinh                          |
| 2013 | Lửa Phật                       |                  | Dustin Nguyễn     | |                                           |
| 2014 | Chung cư ma                    | Xung             | Van M. Pham       | Phim thuộc thể loại kinh dị. | Phim chiếu rạp khởi chiếu ngày            |
| 2014 | Mất Xác                        | Ông Sinh         | Đỗ Thành An       | Phim có sự tham gia của: Tina Tình, Song Ngư, Cao Thái Hòa, Only C, Phi Thanh Vân, Troy Lê,..                                                                                               |                                           |
| 2014 | Để mai tính-Phần 2             | Ba của Thư Lê    | Charlie Nguyễn    | Đóng vai ba của Diễm My 9X | Phim chiếu rạp khởi chiếu ngày 12.12.2014 |
| 2015 | Kungfu Phở                     | Master Vũ        | Quoc Duy Nguyen   | Đóng cặp với NSƯT Mỹ Duyên | Phim chiếu rạp khởi chiếu ngày 12.08.2015 |
| 2015 | Hai khối tình                  | Trạng sư Xương   | Hồ Ngọc Xum       | | SCTV14 và HTV7                            |
| 2016 | Trận đồ bát quái               | Hoàng Hải        | Chu Thiện         | Đóng cặp với diễn viên Lê Phương Phim truyền hình dài tập phát sóng trên THVL1 | Phim truyền hình                          |
| 2016 | Bệnh viện ma                   |                  | Võ Thanh Hòa      | | Phim chiếu rạp khởi chiếu ngày 15.04.2016 |
| 2018 | Tháng năm rực rỡ               | Thành            | Nguyễn Quang Dũng | Đóng cặp với diên viên Hồng Ánh | Phim chiếu rạp khởi chiếu ngày 9.03.2018  |
| 2020 | Tiệc trăng máu                 |                  | Nguyễn Quang Dũng | Vai phụ | Phim chiếu rạp khởi chiếu ngày 20.10.2020 |
| 2021 | 578 - Phát Đạn Của Kẻ Điên     |                  | Lương Đình Dũng   | Đóng cặp với hoa hậu H'Hen Niê | Phim chiếu rạp khởi chiếu ngày 13.08.2021 |

## Giải thưởng và đề cử
| Năm  | Giải thưởng   | Tác phẩm đề cử   | Hạng mục                                | Kết quả   | Nguồn |
| ---- | ------------- | ---------------- | --------------------------------------- | --------- | ----- |
| 2016 | Ngôi Sao Xanh | Trận đồ bát quái | Nam diễn viên truyền hình xuất sắc nhất | Đoạt giải |       |